# مشعلية قلبية الأوراق
مشعلية قلبية الأوراق أو المشعلية اللبنانية أو الرشاد الحجري قلبي الأوراق (الاسم العلمي: Aethionema coridifolium) هي نوع نباتي يتبع جنس المشعلية من فصيلة الصليبية.